# FUNCINPEC
FUNCINPEC, fr. Front Uni National pour un Cambodge Indépendant, Neutre, Pacifique, et Coopératif – rojalistyczna kambodżańska partia polityczna. Założycielem ugrupowania był król Norodom Sihanouk.
W latach 2003–2008 była częścią rządzącej koalicji razem z Kambodżańską Partią Ludową. W Zgromadzeniu Narodowym posiadała 26 ze 123 deputowanych.
W latach 1980–1993 jej zbrojne ramię Sikhanistyczna Armia Narodowa (ANS) toczyła regularną walkę z rządem.
FUNCINPEC opowiada się za dobrymi stosunkami z Francją, a także bliższą integracją z dawną metropolią. Poza tym w programie ma zwiększenie władzy króla, rozwój rybactwa kosztem przemysłu ciężkiego.